# 자이로볼
자이로볼(Gyroball)은 야구의 모든 구종 중 가장 구사하기 어려운 구종이자 한때 소프트뱅크 호크스의 마쓰자카 다이스케 투수가 던진다고 하여 큰 논란이 일었던 구종이다.
스크루볼, 너클볼과 함께 야구의 3대 마구로 불리고 있지만 자이로볼은 던질 수 있는 사람이 아무도 없다. 자이로볼은 직구와 비슷한 속도의 빠른 패스트볼이 타자의 앞에서 갑자기 떠오르거나 가라앉아 타자의 입장에서 사라지는 것처럼 보이는 것이며 이를 위해서는 역회전성의 공을 던져야 하는데 물리학에서 이를 볼 때 최소한 총알수준의 회전력을 필요로 한다.
던지는 이론은 공을 3루쪽으로 채면서 1루쪽으로 손이 꺾여야 한다. 회전은 드릴회전을 주면서 160km/h 이상 내야 한다.
메이저란 만화속에선 직구로 나타나지만 실제론 변화구로 보인다. 정확히는 직구인지 변화구인지 아직도 근거할만한 추측만 난무하다. 
일부에선 자이로볼의 실체를 '구속이 빠른 스플리터성 변화구'라는 분석을 내놓기도 했다.
만화 속에만 존재하는, 변화구의 무브먼트와 직구의 속도를 가지고 있는 이상적인 볼이다.